# Edvard Furuhjelm
Knut Elis Gustaf Edvard Furuhjelm, född 6 mars 1845 i Helsingfors, död där 13 februari 1921, var en finländsk militär och ämbetsman. Han var son till Knut Furuhjelm.
Furuhjelm tjänstgjorde i Sankt Petersburg, vid Finska kadettkåren, vid finska värnpliktiga militären och uppnådde generalmajors grad 1903. Han var guvernör i Uleåborgs län 1900–1903. Han utgav arbetet Anteckningar om Furuhjelmska släkten och Hongola gods (1912).